# Ziyad ibn Sàlih al-Khuzaí
Ziyad ibn Sàlih al-Khuzaí (mort en 752/753) fou un general àrab al servei d'Abu-Múslim durant la revolució abbàssida.
Era un dels nakibs d'Abu-Múslim escollit entre els caps àrabs del Khurasan el 747/748. Després de la victòria el 750, Ziyad fou nomenat governador de Bukharà i Sogdiana; va esclafar la revolta dels àrabs de guarnició a Bukharà dirigida per Xarik ibn Xaykh al-Mahrí. (750/751); poc després va dirigir una expedició al territori dels turcs més enllà del Sir Darya, per combatre a l'exèrcit xinès el qual havia atacat Shash (moderna Taixkent) i va lliurar la famosa batalla de Talas en 751 en la que Ziyad va aconseguir un gran triomf sobre el general xinès (d'ètnia coreana) Kao Hsien-chih (juliol del 751); després d'aquesta victòria els xinesos van abandonar l'Àsia central.
El 752 o 753 es va revoltar a Sogdiana contra Abu-Múslim i els seus oficials no el van voler seguir. Ziyad va fugir a Birkath on el dikhan local el va fer presoner i el va enviar a Abu-Múslim que el va fer executar. Sembla que la seva revolta fou instigada pel califa abbàssida que es volia desfer d'Abu-Múslim, i li va prometre el govern de Khurasan s'hi aconseguia agafar-ne el control.